# Augusztus 7.
Augusztus 7. az év 219. (szökőévben 220.) napja a Gergely-naptár szerint. Az évből még 146 nap van hátra.
Névnapok: Ibolya + Afrodité, Arabella, Áfra, Afrodita, Ajándok, Albert, Cseperke, Csepke, Donát, Donatella, Donátó, Kajetán, Kötöny, Szixtusz, Ulrik, Uránia, Vénusz

## Események
- 1714 – Nagy északi háború: Az orosz haditengerészet első fontos győzelme a ganguti csatában.
- 1814 – VII. Piusz pápa Sollicitudo omnium ecclesiarum kezdetű bullájával visszaállítja az 1773-ban megszüntetett jezsuita rendet.
- 1919 – Megalakul az ideiglenesen megbízott Friedrich-kormány ("hivatalnok-kormány").
- 1933 – Az iraki kormány lemészárol több mint 3000 asszírt a Dohuk tartományba tartozó Sumail faluban. Ezt a napot később az Asszír Mártírok Napjává nyilvánítják.
- 1942 – II. világháború: A guadalcanali csata kezdete.
- 1944 – a Harvard Egyetemen elkészítik a Harvard Mark I néven ismertté vált "IBM Automatic Sequence Controlled Calculator" elektromechanikus programvezérelt számítógépet.
- 1945 – II. világháború: Útban hazafelé a Potsdami konferenciáról, Harry Truman amerikai elnök az Atlanti-óceán közepén, a USS Augusta (CA-31) nehézcirkáló fedélzetéről bejelenti Hirosima atombombával történő bombázását.
- 1947 – A Kon-Tiki tutajon közel 8000 km-t megtevő 101 napos utazás után Thor Heyerdahl társaival megérkezik a polinéziai Raroia korallszigetre, mellyel így bizonyítást nyert, hogy az ókorban mai szemmel primitívnek tekintett eszközökkel is lehetséges volt átkelni a Csendes-óceánon.
- 1955 – A Tokiói Telekommunikációs Gyártóvállalat (Tokyo Telecommunications Engineering), a mai Sony elődje elkezdi árusítani első tranzisztoros rádióit Japánban.
- 1961 – A Vosztok–2 sikeresen földet ér German Tyitovval a fedélzetén.
- 1962 – Ahmed Ben Bella vezetésével megalakul az algériai kormány.
- 1974 – Philippe Petit a Világkereskedelmi központ két felhőkarcolója között ment át egy kifeszített kötélen
- 1976 – Viking-program: A Viking–2 Mars körüli pályára áll.
- 1985 – Doi Takao, Mamoru Mohri és Chiaki Naito-Mukai az első japán űrhajósok.
- 1990 – Irak bábállamot szervez a megszállt Kuvaitban (Kuvaiti Köztársaság)
- 1995 – A Vihar hadművelet lezárulta
- 1998 – Amerikai nagykövetségek elleni robbantásos merényletek Észak-Afrikában:Tanzánia legnépesebb városában és kereskedelmi központjában, Dar es-Salaamban és Kenya fővárosában, Nairobiban.
- 2005 – Kabul közelében közlekedési balesetben életét veszti egy német katona, egy magyar és két német társa könnyebben megsebesül.
- 2007 – Megkezdi munkáját a Gripen-bizottság Vadai Ágnes honvédelmi államtitkár vezetésével.
- 2008 – Kitör a grúz–orosz háború.

## Sportesemények
Formula–1
- 1966 –  német nagydíj, Nürburgring - Győztes: Jack Brabham (Brabham Repco)
- 1983 –  német nagydíj, Hockenheimring - Győztes: René Arnoux (Ferrari Turbo)
- 1988 –  magyar nagydíj, Hungaroring - Győztes: Ayrton Senna (McLaren Honda Turbo)

## Születések
- 317 – II. Constantinus római császár, Nagy Konstantin császár másodszülött fia († 361)
- 1560 – ecsedi Báthori Erzsébet magyar grófnő, sorozat- és tömeggyilkosság vádjával bebörtönözték († 1614)
- 1598 – Georg Stiernhielm svéd író, költő, nyelvész († 1672)
- 1742 – Nathanael Greene az Amerikai Kontinentális Hadsereg főtábornoka († 1786)
- 1779 – Carl Ritter német földrajztudós († 1859)
- 1825 – Kondor Gusztáv csillagász, matematikus, az MTA tagja († 1897)
- 1862 – Viktória svéd királyné († 1930)
- 1867 – Emil Nolde német festő és grafikus († 1956)
- 1876 – Mata Hari (er. neve Margaretha Geertruida Zelle) holland táncosnő, kémkedés vádjával kivégezték († 1917)
- 1877 – Ulrich Salchow svéd műkorcsolyázó, olimpiai bajnok († 1949)
- 1881 – François Darlan francia flottaadmirális, II. világháborús kollaboráns, majd szövetséges politikus († 1942)
- 1898 – Szalmás Piroska magyar zeneszerző, zenepedagógus († 1941)
- 1902 – Kalmár Rozália magyar színésznő († 1988)
- 1903 – Louis Leakey kenyai régész, antropológus és természettudós († 1972)
- 1903 – Ernie Wilkinson (Walter Ernest "Wilkie" Wilkinson) brit autóversenyző († 2001)
- 1904 – Ralph Bunche Nobel-békedíjas amerikai politológus († 1971)
- 1910 – Lucien Hervé magyar származású, Franciaországban élő fotográfus († 2007)
- 1911 – Bibó István Széchenyi-díjas magyar jogász, politikus († 1979)
- 1912 – Beamter Jenő („Bubi”)  magyar dzsessz-zenész (vibrafon, dob), zeneszerző, zenetanár († 1984)
- 1912 – Csenki Imre Kossuth-díjas magyar karnagy, zeneszerző († 1998)
- 1920 – Radnai György Kossuth-díjas magyar operaénekes († 1977)
- 1926 – Kádas Géza olimpiai ezüstérmes magyar úszó († 1979)
- 1927 – Vekerdi József Széchenyi-díjas magyar nyelvész († 2015)
- 1928 – James Randi kanadai-amerikai bűvész, illuzionista, a nemzetközi szkeptikus mozgalom aktivistája († 2020)
- 1930 – Bánky Róbert magyar színész, bábszínész, rendező († 1991)
- 1930 – Veljo Tormis észt zeneszerző († 2017)
- 1930 – Eugene K. Balon csehszlovákiai születésű, lengyel származású kanadai ichthiológus és természettudományi író († 2013)
- 1932 – Abebe Bikila etióp atléta, kétszeres olimpiai bajnok maratonfutó, a táv kétszeres világrekordere, az első színes bőrű afrikai olimpiai győztes († 1973)
- 1934 – Simó Sándor Balázs Béla-díjas magyar filmrendező († 2001)
- 1934 – Soós Edit magyar színésznő († 2008)
- 1937 – Berczik Zoltán magyar asztaliteniszező, edző, hatszoros Európa-bajnok († 2011)
- 1938 – Fábián Károly magyar vegyészmérnök, vállalatvezető, politikus
- 1940 – Bella István Kossuth-díjas magyar költő († 2006)
- 1940 – Jean-Luc Dehaene belga politikus († 2014)
- 1940 – Domonkos István magyar író, költő († 2024)
- 1944 – John Glover amerikai színész
- 1944 – Dave Morgan brit autóversenyző († 2018)
- 1950 – Simon Éva magyar színésznő, énekesnő
- 1953 – Balog Judit magyar színésznő
- 1953 – Füsti Molnár Éva Jászai Mari-díjas magyar színésznő
- 1955 – Nana Dzsanelidze grúz filmrendező, forgatókönyvíró, egyetemi oktató
- 1958 – Bruce Dickinson brit énekes (Iron Maiden)
- 1960 – David Duchovny amerikai színész („X-akták”)
- 1962 – Bruno Pelletier kanadai zenész
- 1963 – Harold Perrineau amerikai színész
- 1966 – Jimmy „Jimbo” Wales amerikai internetes vállalkozó, a Wikipédia alapítója
- 1968 – Csapó Virág Domján Edit-díjas magyar színésznő
- 1975 – Koray Candemir török zenész
- 1975 – Hans Matheson skót színész
- 1975 – Charlize Theron dél-afrikai színésznő
- 1978 – Cirroc Lofton amerikai színész
- 1979 – Youssef Baba marokkói sprinter
- 1980 – Ken Terauchi japán műugró
- 1982 – Marco Melandri olasz motorversenyző
- 1986 – Valter Birsa szlovén labdarúgó
- 1986 – Paul Biedermann német úszó
- 1987 – Sidney Crosby kanadai jégkorongozó
- 1987 – Rouven Sattelmaier német labdarúgó
- 1991 – Luis Salom spanyol motorversenyző († 2016)
- 1998 – Süli Richárd atléta
- 1999 – Bryan Mbeumo francia születésű kameruni válogatott labdarúgó
- 2000 – Dylan Vork holland műugró

## Halálozások
- 1106 – IV. Henrik német-római császár (* 1050)
- 1613 – Thomas Fleming angol bíró és politikus, a Guy Fawkes tárgyalás bírája. (* 1544)
- 1782 – Andreas Marggraf, német kémikus (* 1709)
- 1822 – széki gróf Teleki Sámuel erdélyi kancellár, a marosvásárhelyi Teleki Téka alapítója (* 1739)
- 1823 – Laáb Mátyás, horvát író, fordító (* 1746)
- 1834 – Joseph Marie Jacquard, a róla elnevezett szövőgép feltalálója (* 1752)
- 1848 – Jöns Jakob Berzelius svéd kémikus (* 1779)
- 1853 – Ludwig von Welden német születésű osztrák császári-királyi táborszernagy (* 1780)
- 1893 – Alfredo Catalani, olasz zeneszerző (* 1854)
- 1922 – Kolosváry Sándor jogász, egyetemi tanár (* 1840)
- 1938 – Konsztantyin Sztanyiszlavszkij szovjet-orosz színész, rendező, iskolateremtő színészpedagógus (* 1863)
- 1941 – Rabindranáth Tagore Nobel-díjas indiai költő, író (* 1861)
- 1944 – Agustín Barrios guaraní származású paraguayi gitárművész és zeneszerző. A 20. század első felének legnagyobb hatású gitáros zeneszerzői közé tartozik (* 1885)
- 1957 – Oliver Hardy („Stan és Pan”-ből Pan) amerikai, Oscar-díjas komikus–színész (* 1892)
- 1964 – Szalima Masamba mohéli királynő (* 1874)
- 1969 – Giovanni Bracco olasz autóversenyző (* 1908)
- 1969 – Kozma József, magyar zeneszerző (* 1905)
- 1970 – Gróf Apponyi György újságíró, politikus, Apponyi Albert fia (* 1898)
- 1974 – Rosario Castellanos, mexikói írónő és költő (* 1925)
- 1977 – Balogh József mezőgazdász, kelet-magyarországi helyi politikus, országgyűlési képviselő (* 1919)
- 1981 – Hajnóczy Péter Füst Milán-díjas magyar író (* 1942)
- 1985 – Szegő Gábor magyar–amerikai matematikus (* 1895)
- 1997 – Volker Prechtel német színpadi és filmszínész (A rózsa neve) (* 1941)
- 2009 – Cseh Tamás Kossuth- és Liszt Ferenc-díjas magyar zeneszerző, énekes (* 1943)
- 2014 – Cristina Deutekom holland szoprán opera-énekesnő (* 1931)
- 2020 – Reigl Judit Kossuth-díjas magyar festőművész (* 1923)
- 2021 – Vigh Melinda magyar paramászó (* 1982)
- 2023 – William Friedkin Oscar-díjas amerikai filmrendező, forgatókönyvíró, producer (* 1935)
- 2025 – James Lovell amerikai űrhajós (* 1928)

## Nemzeti ünnepek, emléknapok, világnapok
- Elefántcsontpart: a függetlenség napja, 1960